# Chelanops insularis
Chelanops insularis är en spindeldjursart som beskrevs av Beier 1955. Chelanops insularis ingår i släktet Chelanops och familjen blindklokrypare. Inga underarter finns listade i Catalogue of Life.